# Vászoly, Veszprém
Vászoly  este un sat în districtul Balatonfüred, județul Veszprém, Ungaria, având o populație de 246 de locuitori (2011). 

## Demografie
Componența etnică a satului Vászoly
     Maghiari (98,2%)
     Germani (1,8%)
Componența confesională a satului Vászoly
     Romano-catolici (66,67%)
     Reformați (8,54%)
     Fără religie (7,32%)
     Luterani (1,22%)
     Necunoscută (16,26%)
Conform recensământului din 2011, satul Vászoly avea 246 de locuitori. Din punct de vedere etnic, majoritatea locuitorilor (98,2%) erau maghiari, cu o minoritate de germani (1,8%).  Din punct de vedere confesional, majoritatea locuitorilor (66,67%) erau romano-catolici, existând și minorități de reformați (8,54%), persoane fără religie (7,32%) și luterani (1,22%). Pentru 16,26% din locuitori nu este cunoscută apartenența confesională.